# Football Club Nantes-Atlantique 1999-2000
Questa voce raccoglie le informazioni riguardanti il Football Club Nantes-Atlantique nelle competizioni ufficiali della stagione 1999-2000.

## Stagione
A metà del girone di andata il Nantes incappò in una crisi di risultati che lo fece sprofondare definitivamente in piena zona retrocessione; durante il prosieugo del campionato i Canarini offrirono dei risultati alterni che non permisero loro di uscire dalla lotta per la salvezza se non nelle ultime due giornate quando il Nantes, terzultimo in solitaria, ottenne due vittorie consecutive che scongiurarono definitivamente il declassamento. Grazie alla vittoria in Coppa di Francia, i Canarini poterono tuttavia rientrare nel lotto delle qualificate in Coppa UEFA: superate due compagini amatoriali nei primi due turni, il Nantes estromise in successione il Gueugnon, il Rennes e il Monaco per poi affrontare in finale i dilettanti del Calais RUFC, sconfitti in rimonta e con un rigore guadagnato all'ultimo minuto.
In Coppa UEFA il Nantes superò i primi due turni contro Ionikos e Inter Bratislava segnando un cospicuo numero di reti (fra cui sette segnate complessivamente agli slovacchi), per poi uscire ai sedicesimi di finale per mano dei futuri finalisti dell'Arsenal: il 3-0 subìto ad Highbury non venne rimontato nella gara di ritorno, dove i Canarini riuscirono solo a pareggiare dopo essere andati per due volti in svantaggio. In Coppa di Lega il Nantes uscì immediatamente, venendo eliminato nel turno iniziale dal Saint-Étienne.
Alla fine della stagione il Nantes venne rilevato dalla holding editoriale Socpresse, che diede subito il via a un piano di ristrutturazione aziendale mirato a trasformare la ragione sociale da società anonima sportiva a società anonima sportiva professionale.

## Maglie e sponsor
Lo sponsor tecnico per la stagione 1999-2000 è Adidas, mentre lo sponsor ufficiale è Synergie per il campionato e RTL per la Coppa di Francia.
| Manica sinistra · Manica sinistra · Maglietta · Maglietta · Manica destra · Manica destra · Pantaloncini · Pantaloncini · Calzettoni · Calzettoni | Manica sinistra · Manica sinistra · Maglietta · Maglietta · Manica destra · Manica destra · Pantaloncini · Pantaloncini · Calzettoni · Calzettoni |  |

## Organigramma societario
Area direttiva
- Presidente: Kléber Bobin

Area tecnica
- Direttore sportivo: Robert Budzynski
- Allenatore: Raynald Denoueix
- Preparatore dei portieri: David Marraud

## Rosa
| N. |                      | Ruolo | Calciatore               |
| -- | -------------------- | ----- | ------------------------ |
| 1  | Francia (bandiera)   | P     | Mickaël Landreau         |
| 2  | Argentina (bandiera) | D     | Néstor Fabbri            |
| 3  | Francia (bandiera)   | D     | Stéphane Lièvre          |
| 4  | Francia (bandiera)   | C     | Samuel Fenillat          |
| 5  | Francia (bandiera)   | D     | Nicolas Gillet           |
| 6  | Camerun (bandiera)   | C     | Salomon Olembé           |
| 7  | Francia (bandiera)   | A     | Alioune Touré            |
| 8  | Francia (bandiera)   | C     | Frédéric Da Rocha        |
| 9  | Francia (bandiera)   | C     | Éric Carrière            |
| 10 | Francia (bandiera)   | C     | Antoine Sibierski        |
| 11 | Argentina (bandiera) | A     | Diego Bustos             |
| 12 | Francia (bandiera)   | C     | Sébastien Piocelle       |
| 13 | Francia (bandiera)   | C     | Mathieu Berson           |
| 14 | Francia (bandiera)   | C     | Medhi Leroy              |
| 15 | Francia (bandiera)   | C     | Nicolas Savinaud         |
| 16 | Francia (bandiera)   | P     | Willy Grondin (capitano) |

| N. |                                 | Ruolo | Calciatore          |
| -- | ------------------------------- | ----- | ------------------- |
| 17 | Senegal (bandiera)              | A     | Samba N'Diaye       |
| 18 | Francia (bandiera)              | C     | Olivier Monterrubio |
| 19 | Francia (bandiera)              | D     | Jean-Marc Chanelet  |
| 20 | Francia (bandiera)              | C     | Charles Devineau    |
| 21 | Francia (bandiera)              | D     | Pascal Delhommeau   |
| 22 | Francia (bandiera)              | D     | John Gope-Fenepej   |
| 23 | Francia (bandiera)              | C     | Sébastien Macé      |
| 24 | Francia (bandiera)              | D     | Yves Deroff         |
| 25 | Camerun (bandiera)              | A     | Patrick Suffo       |
| 27 | Francia (bandiera)              | A     | Pierre Aristouy     |
| 28 | Francia (bandiera)              | A     | Hassan Ahamada      |
| 29 | Francia (bandiera)              | A     | Marama Vahirua      |
| 32 | Bosnia ed Erzegovina (bandiera) | A     | Mirza Mešić         |
| 34 | Francia (bandiera)              | A     | Alain Caveglia      |
|    | Croazia (bandiera)              | C     | Goran Rubil         |

## Risultati

### Coppa UEFA
| Arbitro: | Schüttengruber |

|                 |           |                                 |
| Dimitriadis 90’ | Marcatori | 56’ Lièvre 67’, 83’ Monterrubio |

| Arbitro: | Norman |

|              |           |  |
| Da Rocha 46’ | Marcatori |  |

| Arbitro: | Olsen |

|  |           |                                                |
|  | Marcatori | 26’ (rig.) Sibierski 35’ Da Rocha 86’ Carrière |

| Arbitro: | Lica |

|                                                         |           |  |
| Sibierski 49’ Monterrubio 61’ Devineau 74’ Da Rocha 82’ | Marcatori |  |

| Arbitro: | Koren |

|                                                 |           |  |
| Overmars 13’ (rig.) Winterburn 81’ Bergkamp 90’ | Marcatori |  |

| Arbitro: | Wegereef |

|                                |           |                                     |
| Sibierski 12’, 57’ Vahirua 77’ | Marcatori | 25’ Grimandi 31’ Henry 42’ Overmars |

## Statistiche

### Andamento in campionato
| Giornata  | 1 | 2 | 3 | 4 | 5 | 6 | 7 | 8 | 9 | 10 | 11 | 12 | 13 | 14 | 15 | 16 | 17 | 18 | 19 | 20 | 21 | 22 | 23 | 24 | 25 | 26 | 27 | 28 | 29 | 30 | 31 | 32 | 33 | 34 |
| --------- | - | - | - | - | - | - | - | - | - | -- | -- | -- | -- | -- | -- | -- | -- | -- | -- | -- | -- | -- | -- | -- | -- | -- | -- | -- | -- | -- | -- | -- | -- | -- |
| Luogo     | C | T | C | T | C | T | C | T | C | T  | C  | T  | C  | C  | T  | C  | T  | C  | T  | C  | T  | T  | C  | T  | C  | T  | C  | T  | T  | C  | T  | C  | T  | C  |
| Risultato | V | V | P | P | V | P | V | P | P | P  | P  | P  | P  | V  | N  | V  | N  | P  | V  | N  | P  | V  | N  | P  | N  | V  | P  | V  | P  | N  | N  | P  | V  | V  |
| Posizione | 5 | 2 | 3 | 8 | 5 | 6 | 4 | 7 | 9 | 12 | 14 | 15 | 17 | 15 | 15 | 12 | 12 | 14 | 13 | 13 | 15 | 13 | 13 | 16 | 15 | 14 | 14 | 13 | 13 | 14 | 15 | 16 | 14 | 12 |

Fonte:  France » Ligue 1 1999/2000 » Schedule, su worldfootball.net.
Legenda:

Luogo: C = Casa; T = Trasferta. Risultato: V = Vittoria; N = Pareggio; P = Sconfitta.